# José Tostado
José Pablo Tostado Gastelum, más conocido como José Tostado (28 de julio de 1994, Culiacán, Sinaloa, México), es un exfutbolista mexicano que jugaba como Defensa y su último club fue Club Irapuato de la Liga de Ascenso de México.

## Selección nacional
Sub 17
En el año  2011 fue convocado ala sub-17 para jugar el Preolímpico de concacaf.
Después Fue al mundial sub-17 2011 Donde Jugó Todos Los Partidos.

### Participaciones en Copas del Mundo
| Mundial                     | Sede   | Resultado | Partidos | Goles |
| --------------------------- | ------ | --------- | -------- | ----- |
| Copa Mundial Sub-17 de 2011 | México | Campeón   | 7        | 0     |

## Clubes
| Club                       | País   | Año         |
| -------------------------- | ------ | ----------- |
| Club Deportivo Guadalajara | México | 2011        |
| Tigres de la UANL          | México | 2011        |
| Correcaminos de la UAT     | México | 2012 - 2013 |
| Murciélagos FC             | México | 2013 - 2014 |
| Club Irapuato              | México | 2014 - 2015 |

## Palmarés

### Campeonatos internacionales
| Título                        | Equipo                               | Sede   | Año  |
| ----------------------------- | ------------------------------------ | ------ | ---- |
| Copa Mundial de Fútbol Sub-17 | Selección de fútbol sub-17 de México | México | 2011 |